# هیرو، هوکایدو
هیرو، هوکایدو (به لاتین: Hiroo, Hokkaido) یک منطقهٔ مسکونی در ژاپن است که در Tokachi Subprefecture واقع شده‌است. هیرو ۷٬۱۸۲ نفر جمعیت دارد.